# Contrat d’entreprise
Le contrat d'entreprise est une convention dans laquelle l'entrepreneur maître d’œuvre s'engage à mettre son talent à la disposition du maître d'ouvrage (= client) moyennant une rémunération préalablement définie. Ce contrat qui comporte une prestation de service est donc à titre onéreux. L'entrepreneur réalise une prestation matérielle au profit de son client et non pas un acte juridique pour le compte de celui-ci. Il existe d'ailleurs dans ce contrat une sous-catégorie qui est le contrat de sous-traitance.

## Droit français

### Naissance du contrat d'entreprise
La formation de ce contrat nécessite un accord de volonté sur les éléments essentiels du contrat. Il est nécessaire que cela porte sur le prix, puisqu'il s'agit du cœur du contrat d'entreprise. Cependant, cela n'implique pas que le prix soit déterminé conventionnellement dès la conclusion du contrat. Généralement, un taux est prévu pour la fixation du prix, permettant un encadrement défini et d'éviter la fixation de prix abusifs.
Concernant la preuve de ce contrat, le droit commun des contrats est applicable.

### Application du contrat d'entreprise
Il peut parfois y avoir un transfert de propriété, même si initialement ce n'est pas le cas. Les risques peuvent également être transférés au sein du contrat d'entreprise. 

#### Obligations créées par le contrat
- obligations qui incombent à l'entrepreneur (maitre d'œuvre) :   L'obligation principale est celle d'exécuter le travail et d'en garantir une certaine qualité. Lorsque l'obligation concerne un ouvrage, l'entrepreneur est tenu d'une obligation de délivrer la chose. Il s'agira donc d'une obligation de résultat à priori. Néanmoins, la réalité est différente de la théorie puisque tout dépend de ce que prévoit le contrat et du type d'ouvrage qu'il est nécessaire d'effectuer.  Lorsque l'obligation concerne un service, c'est ce service convenu à l'origine qui doit être fourni au maitre d'ouvrage. Là encore, la réalité est différente puisqu'on considère habituellement qu'il n'y a pas de règles, la nature de l'obligation étant ainsi déterminée en fonction des différentes situations qui englobent la prestation.  Les obligations accessoires peuvent par exemple prendre la forme d'obligations de conserver ou bien de restituer la chose. Cela peut également prendre la forme plus simple d'une obligation d'information ou de conseil. L'obligation de sécurité en fait également partie. Ce sont généralement des obligations de moyens.
- obligations qui concernent le client (maitre d'ouvrage) :  La principale obligation sera de payer le prix convenu, au moment qui a été prévu (généralement à l'achèvement des travaux). Ce prix dû peut être déterminé en cours d'exécution et au moment de l'achèvement de la prestation, contrairement au prix de vente.  L'autre obligation est celle de confirmer la réception de l'ouvrage, c'est-à-dire que le client accepte l'ouvrage réalisé par l'entrepreneur. Il y a acceptation de la prestation effectuée (généralement au moment de l'achèvement des travaux également). Cette obligation de réception est essentielle puisqu'elle rend exigible le solde du prix, permet de transférer les risques de la chose et permet aussi de rendre vide l'ouvrage de tout vices apparents.

#### Transfert des risques générés par le contrat
Tout contrat est susceptible d'être frappé par un évènement de force majeure ou de cas fortuit, le contrat d'entreprise n'y échappe pas. Il y a toutefois une spécificité dans ce contrat, au même titre que la vente, puisqu'il peut porter sur une chose (Exemple : l'entrepreneur s'est engagé à remettre au client une chose). Si cette chose vient à disparaître de manière non prévisible, celui qui a réalisé l'ouvrage ou le service ne pourra pas réclamer le paiement du prix.
En revanche, si l'entrepreneur fournit le travail ainsi que la matière, il faudra alors appliquer l'article 1788 du Code civil. Si l'entrepreneur fournit simplement le travail, on appliquera l'article suivant (1789 du Code civil).
Notons enfin que la doctrine reste sceptique quant au caractère translatif de propriété dans un contrat d'entreprise.

### Fin du contrat d'entreprise
Le moment parfait pour que ce contrat s'éteigne serait l'exécution réciproque des obligations des deux parties.
Il existe certaines causes particulières d'extinction : le décès (article 1795 du Code civil), la résiliation par le maitre d'ouvrage (article 1794 du Code civil) ou encore la résolution du contrat par voie de notification de la part du créancier (article 1226 du Code civil).

## Droit québécois
En droit québécois, le contrat d'entreprise ou de service est un contrat nommé décrit aux articles 2098 à 2100 du Code civil du Québec. Il est notamment défini à l'article 2098 C.c.Q. : 

« Le contrat d’entreprise ou de service est celui par lequel une personne, selon le cas l’entrepreneur ou le prestataire de services, s’engage envers une autre personne, le client, à réaliser un ouvrage matériel ou intellectuel ou à fournir un service moyennant un prix que le client s’oblige à lui payer. »

Ce type de contrat s'applique notamment aux entrepreneurs et aux travailleurs autonomes comme les contractuels et les pigistes. En effet, les entrepreneurs et les travailleurs autonomes n'ont pas de lien de subordination à l'égard de l'employeur comme l'exige le contrat de travail de l'article 2085 C.c.Q. 